# Alexander Tschirch
Alexander Tschirch (Guben, 17 ottobre 1856 – Berna, 2 dicembre 1939) è stato un farmacista tedesco naturalizzato svizzero.

## Biografia
Studiò farmacia a Dresda e presso il Berner Staatsapotheke. Dal 1878 al 1880 studiò presso l'Università di Berlino, guadagnando il dottorato di ricerca a Friburgo nel 1881, e una laurea in botanica nel 1884. Nel 1889-90 fece un viaggio studio per l'India, Ceylon e Giava. Dal 1890 al 1932 fu professore di farmacia e farmacognosia presso l'Università di Berna, e in qualità di rettore nel 1908-09.
Tschirch è noto per i suoi studi nel campo dell'anatomia vegetale e per la sua ricerca di resine e glicosidi antrachinonici. Contribuì significativamente alla quarta e alla quinta edizione della Pharmacopea Helvetica.
Fu autore di venti libri e di numerosi articoli di rivista - tra le sue opere scritte vi è "Die Harze und die Harzbehälter mit Einschluss der Milchsäfte", un libro di riferimento molto apprezzato sulle resine e altri estratti vegetali.

## Opere
- Untersuchungen über das Chlorophyll (1884).
- Grundlagen der Pharmakognosie (con Friedrich August Flückiger, Berlin 1885).
- Angewandte Pflanzenanatomie (Vienna and Leipzig 1889).
- Untersuchungen über die Sekrete (1890 to 1899).
- Indische Heil- und Nutzpflanzen (1892).
- Das Kupfer, vom Standpunkte der gerichtl. Chemie, Toxikologie und Hygiene (Stuttgart 1893) . Digital edition by the University and State Library Düsseldorf
- Anatomischer Atlas der Pharmakognosie (con Otto Österle, 1893) .
- Beziehungen des Chlorophylls zum Blutfarbstoff (1896.
- Versuch einer Theorie der organischen Abführmittel, welche Oxymethylanthrachinone enthalten (1898).
- Die Harze (1899).
- Anatomischer Atlas der Pharmakognosie und Nahrungsmittelkunde: (con 81 tavole- Leipzig: Tauchnitz, 1900). – Anatomical atlas of pharmacognosy and "food science". Digital edition by the University and State Library Düsseldorf
- Die Harze und die Harzbehälter mit Einschluss der Milchsäfte (seconda edizione, 1906)
- Handbuch der Pharmakognosie. (volume 1–[4]. Leipzig, Tauchnitz 1909-1927).
- Terminologie und Systematik im pharmakochemischen Systeme der Drogen, speziell in der Kohlehydrat-o gruppe ([S.l.] 1911) Digital edition by the University and State Library Düsseldorf
- Les Problèmes modernes de la Pharmacognosie ([S.l.] 1911) Digital edition by the University and State Library Düsseldorf
- Erlebtes und Erstrebtes: Lebenserinnerungen. (Bonn, 1921) .